# Oberer Neulhof
Der obere Neulhof, (amtlich: Neulhof (oberer)), ist ein Gemeindeteil der Stadt Aichach im Landkreis Aichach-Friedberg.
Der Weiler liegt auf der Gemarkung Gallenbach am östlichen Talhang der Paar etwa sechseinhalb Kilometer südwestlich des Zentrums von Aichach. Die Postanschriften im Gemeindeteil lauten auf Oberneul [Hausnummer].